# Sanicula azorica
Sanicula azorica är en flockblommig växtart som beskrevs av Guthnick och Moritz August Seubert. Sanicula azorica ingår i släktet sårläkor, och familjen flockblommiga växter. Inga underarter finns listade i Catalogue of Life.